# 나츠키 리오
나츠키 리오(1969년 3월 5일 ~ )는 일본의 성우이다. 도쿄도 출신. 도쿄배우생활협동조합 소속. 

## 출연작

### TV 애니메이션
1997년
- 대운동회 TV(칸자키 아카리)

1998년
- 버블검 크라이시스 도쿄 2040(린나 야마자키)

2000년
- 파워 디지몬(이노우에 미야코)

2001년
- 코코로 도서관(호시노 카에데)
- 조이드 신세기제로(나오미 프류겔)
- 기동천사 엔젤릭 레이어(츠바사)

2003년
- 풀 메탈 패닉!(카구라자카 에리)
- 포켓몬스터 AG(아스나)

2003년
- 에어 마스터(세리구치 토미코)
- 어벤져(이오)

2005년
- 투하트2(루시 마리아 미소라)
- 눈의 여왕(카이)

2007년
- 캐릭캐릭 체인지(산조 유카리)

2008년
- 스킵 비트(아키 쇼코)

### OVA
1997년
- 대운동회 OVA(칸자키 아카리)

1999년
- 피아캐롯에 어서오세요 2 DX(키노시타 루미)

2005년
- 슈퍼로봇대전 OVA(리오 메이론)

2007년
- 투하트2 OVA(루시 마리아 미소라)

2008년
- 투하트2 Another Days(루시 마리아 미소라)

2009년
- 투하트2 Another Days PLUS(루시 마리아 미소라)

### 게임
2001년
- 파이널 판타지X(루루)

2002년
- 스타크래프트(사라 케리건,감염된 케리건)

2003년
- 파이널 판타지X-2(히크리, 벤조, 루루)

2004년
- 투하트2(루시 마리아 미소라)

2006년
- 더지 오브 켈베로스 파이널 판타지VII(루크레시아 크레센트)